# シント・マールテン

シント・マールテン
Sint Maarten

モットー : Semper progrediens（ラテン語）
（常に発展する）国歌 : おおシント・マールテン島（オランダ語）（英語）

シント・マールテン（オランダ語: Sint Maarten [sɪntˈmaːrtə(n)] ( 音声ファイル)、英:St Martin）は、カリブ海のリーワード諸島（小アンティル諸島北部）にあるセント・マーチン島（オランダ語名: シント・マールテン島）の南半部にある、オランダ王国の構成国。

## 地理

### 位置・広がり
オランダ王国の構成国「シント・マールテン」は、シント・マールテン島（セント・マーチン島）の南半分に位置する。この島の中央には国境線が引かれており、北半分がフランス領（サン・マルタン）となっている。南半分の「オランダ領側」を英語で Dutch Side とも呼び、対して北半分を French Side とも呼ぶ。
国境線の全長は16km 。1994年、オランダとフランスはセント・マーチン島国境管理条約 (Franco-Dutch treaty on Saint Martin border controls) に調印した。

### 地勢
シント・マールテンは山がちな地形であり、起伏に富んだ多くの丘と多くの入り江がある。また、砂州が発達し、多くの潟湖を擁している。まとまった広さの平坦な土地は砂州上などに限られている。海岸線の総延長は 364 km 。
オランダ領側北端（島のほぼ中央）、フランス領側との境界にあるフラッグスタッフ山 (Flagstaff, 386 m ) がシント・マールテンの最高地点である（島全体の最高峰はフランス領側のピク・パラディである）。
西部にはシンプソン・ベイ・ラグーンが広がっており、砂州上にプリンセス・ジュリアナ国際空港がある。その一部であるミュレット・ポンド (Mullet Pond) はラムサール条約登録地で、海草の藻場とボタンマングローブのマングローブが多く、固有種のアノールのAnolis pogusおよびアオウミガメなどが生息している。また東南部にはグレート・ソルト・ポンド (Great Salt Pond) がある。グレート・ベイとグレート・ソルト・ポンドを分かつ砂州の上に首府フィリップスブルフが位置する。

### 気候
海洋性の熱帯気候で、北東貿易風が卓越している。気候は温暖で、年平均降水量は1,500mm。7月から11月までハリケーン・シーズンである。

### 主要な地区
首府は、南部のフィリップスブルフ地区（人口1,338人）に置かれている。
最大の居住人口を持つ地区は東北部のローワー・プリンセズ・クウォーター (nl:Lower Prince's Quarter) （8,123人）で、フランス領側から続く平坦な土地に居住地区が形成されている。このほか、クルドサック (nl:Cul de Sac (Sint Maarten)) （7880人）、コール・ベイ (nl:Cole Bay) （6046人）といった地区が多くの住民を擁している。
西部のシンプソン・ベイ・ラグーン周辺はリゾート地区となっている。
- フィリップスブルフ
- 海上からの眺め

## 歴史

### 「発見」と争奪
この島は、1493年にコロンブスによって「発見」され、サン・マルティン島（スペイン語: Isla de San Martín）と命名されたが、スペインはこの島への植民を重要視しなかった。島に注目をしたのは、フランスとオランダであった。オランダ人たちは、ニューアムステルダムとブラジルの中間に拠点を欲していたのである。
1631年、オランダ人たちは町とアムステルダム砦 (Fort Amsterdam (Sint Maarten)) を築いた。島の人口は少なかったため、拠点建設は容易に進んだ。Jan Claeszen Van Campen が最初の総督になり、間もなくオランダ西インド会社が塩鉱の経営に乗り出した。同様にフランス人やイギリス人の植民者も進出した。かれらが塩の交易に成功すると、スペインもこの島の価値に気づくようになった。当時、スペインとオランダは八十年戦争を繰り広げており、この島にも戦火は及んだ。
1633年、スペインがオランダから島を奪取し、入植者たちのほとんどを追放した (Capture of Saint Martin (1633)) 。スペインは Point Blanche に砦を建設している。オランダはその後たびたびセント・マーチン島の奪回を図ったが、すべて失敗に終わっている。のちにニューネーデルラント総督を務めることになるピーター・ストイフェサントは、1644年にセント・マーチン島への攻撃を指揮するも、片足を失っている (Attack on Saint Martin) 。スペインによる占領から15年後の1648年、八十年戦争は終結するが、このころにはスペインはカリブ海の拠点経営に関心を失っており、セント・マーチン島も放棄された。

### フランスとの分割

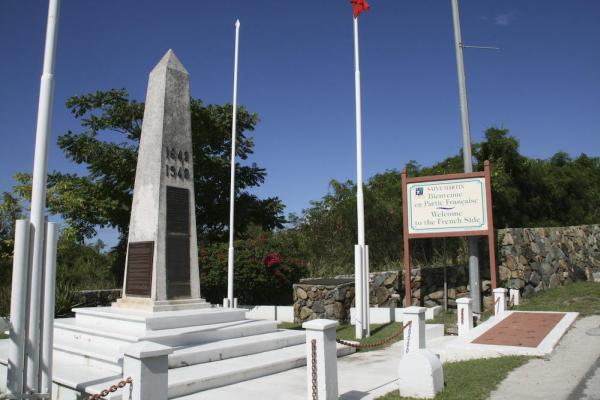
国境モニュメントのひとつ

空白となった島に、オランダとフランスが再び植民に乗り出した。オランダはシント・ユースタティウス島から、フランスはセントキッツ島から、それぞれ植民者を島に送り込んだ。この過程で衝突も発生し、相手が容易に退かないことを知った双方は、全面戦争に突入することを避けるべく、1648年にコンコルディア条約 (Treaty of Concordia) に署名して島を二分した。その後、イギリスが島の支配を図り、フランス・オランダと激しく争うこととなった。1648年から1816年にかけて、持ち主の交替は16度も生じている。現在の状況が確定したのは、1815年のパリ条約である。
オランダ領「シント・ユースタティウス植民地」の一部となったシント・マールテンは、その後「西インド植民地」の一部となった時期を経て、1845年以降ほかのカリブ海地域のオランダ領とともに「キュラソー植民地」の一部となり、キュラソー島ウィレムスタットの総督の管轄下に置かれた。
島には多くの奴隷が移入された。最初に島へ奴隷を連れてきたのはスペイン人たちであったが、プランテーションでタバコや綿花が栽培されるようになると、移入され労働に従事させられた奴隷の数は膨大なものとなった。オランダ領側で奴隷制度が廃止されたのは1863年で、これはフランス領側に後れること15年であった。

### 20世紀以後
奴隷制度廃止後、プランテーション経営は衰退し、島の経済も後退した。1939年、シント・マールテンは免税港を宣言し、経済発展に向けて進むようになる。第二次世界大戦後の1948年、キュラソー植民地は「オランダ領アンティル」に名を改めた。1951年制定のオランダ領アンティル島嶼法によって、オランダ領アンティルを構成する島区（eilandgebied）に自治権が与えられるようになった。シント・マールテンを含むSSS諸島の島々はウィンドワード諸島区 (Eilandgebied de Bovenwindse Eilanden) としてまとめられた。1954年にオランダ領アンティルは自治領となった。
1950年代、シント・マールテンでは急速に観光産業が発展した。一つの島がオランダとフランスとに分けられているユニークな地理的状況もあって観光熱は周囲の島々よりも高く、プリンセス・ジュリアナ国際空港（1943年開港）は東カリブで最も利用者の多い空港となった。島全体の人口も5,000人程度から、1990年代半ばには8万人にまで増加した。1983年にはウィンドワード諸島区が分割され、シント・マールテンは単独の島区となった。
オランダ領アンティルの解体要求が高まると、2000年6月23日の住民投票ではオランダ領アンティルに残ることを選んだが、2006年6月1日の投票では脱退の方を選んでいる。2010年10月、オランダ領アンティルは解体された。シント・マールテンは、アルバやキュラソーとともにオランダ本国と対等な、オランダ王国の構成国となった。

## 政治

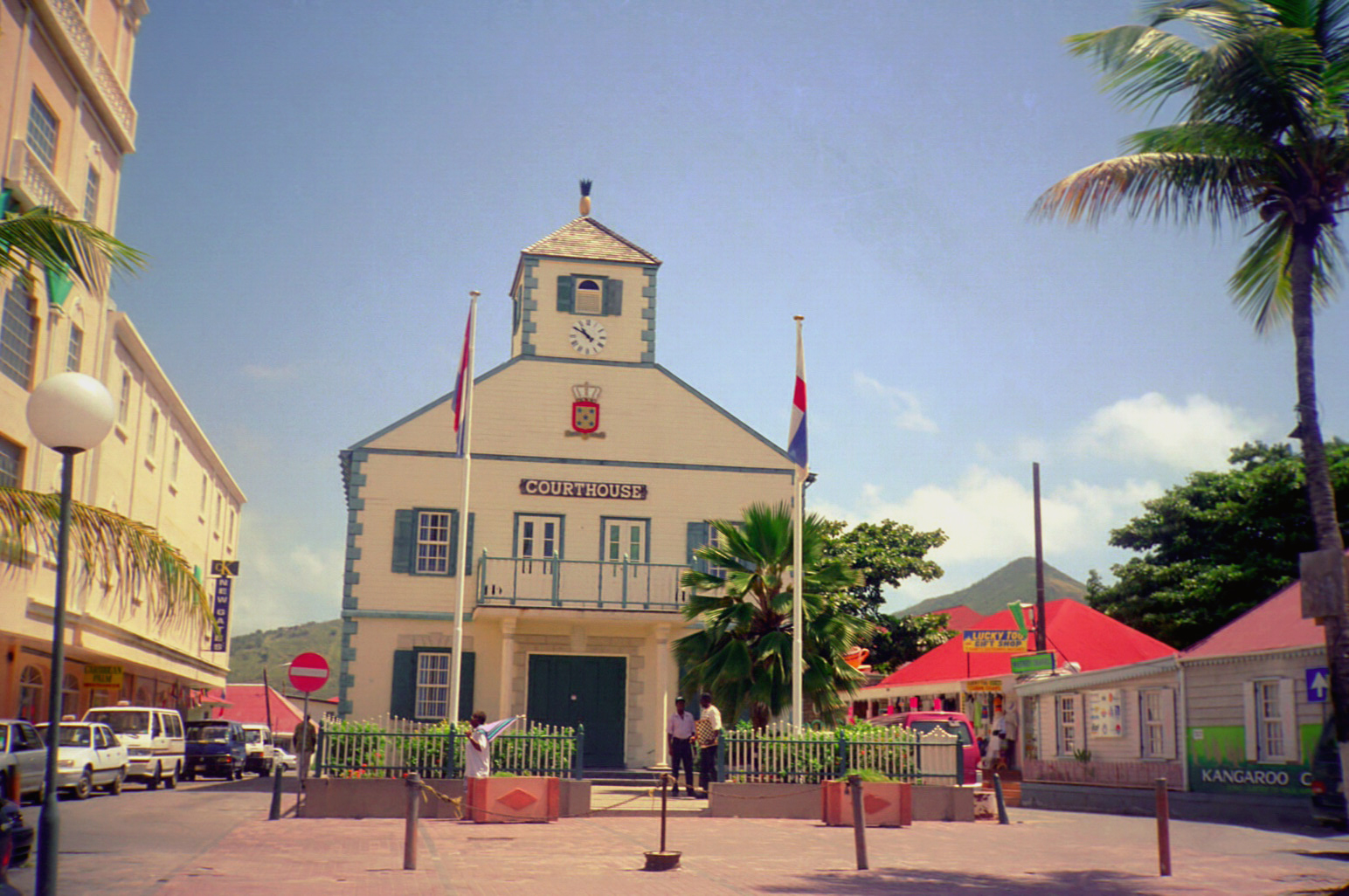
裁判所はシント・マールテンの象徴的建築物で、紋章にも描かれている

シント・マールテン（Land Sint Maarten）は、オランダ王国の構成国である。オランダ語では単に「国」を示す語（蘭: land）で呼ばれる「構成国」の地位はオランダ王国憲章に定められており、シント・マールテンはアルバやキュラソー、オランダ（オランダ本国）と対等な関係でオランダ王国を構成している。内政に関しては完全な自治権を持ち、軍事・外交についてはオランダ本国政府が責任を持つ。
オランダ領アンティルの解体に先立つ2010年7月21日、シント・マールテンの新憲法が島評議会で採択された。
シント・マールテンの立法機関である議会は、従来の島評議会を改組したもので、議員数は15である。直近の総選挙は2024年1月11日に投開票され、国家連合が4、統一人民党が3、シント・マールテン民主党が2議席を獲得し、シント・マールテン統一党は議席ゼロに終わった。
首相は議会によって選出される。
元首であるオランダ王国国王の名代として総督が任命されている。2010年の「構成国シント・マールテン」成立以来、ユージン・ホリデイが務めていた。ユージン・ホリデイはフィリップスブルフ出身で、プリンセス・ジュリアナ国際空港の社長を務めていた人物である。現在の総督は2代目のアジャム・バリー(2022年10月-) である。

## 経済・産業
シント・マールテンの主要産業は観光業で、労働人口の4/5までが観光関連部門に従事する。シント・マールテンを訪れる観光客は毎年100万人以上にのぼる。
農業・漁業とも盛んではなく、食糧は輸入によってまかなわれている。農産・輸出品目としては砂糖がある。
歴史的には塩で栄えていた。
タックス・ヘイヴンとしても知られる。リキュールの輸出もある。

## 社会

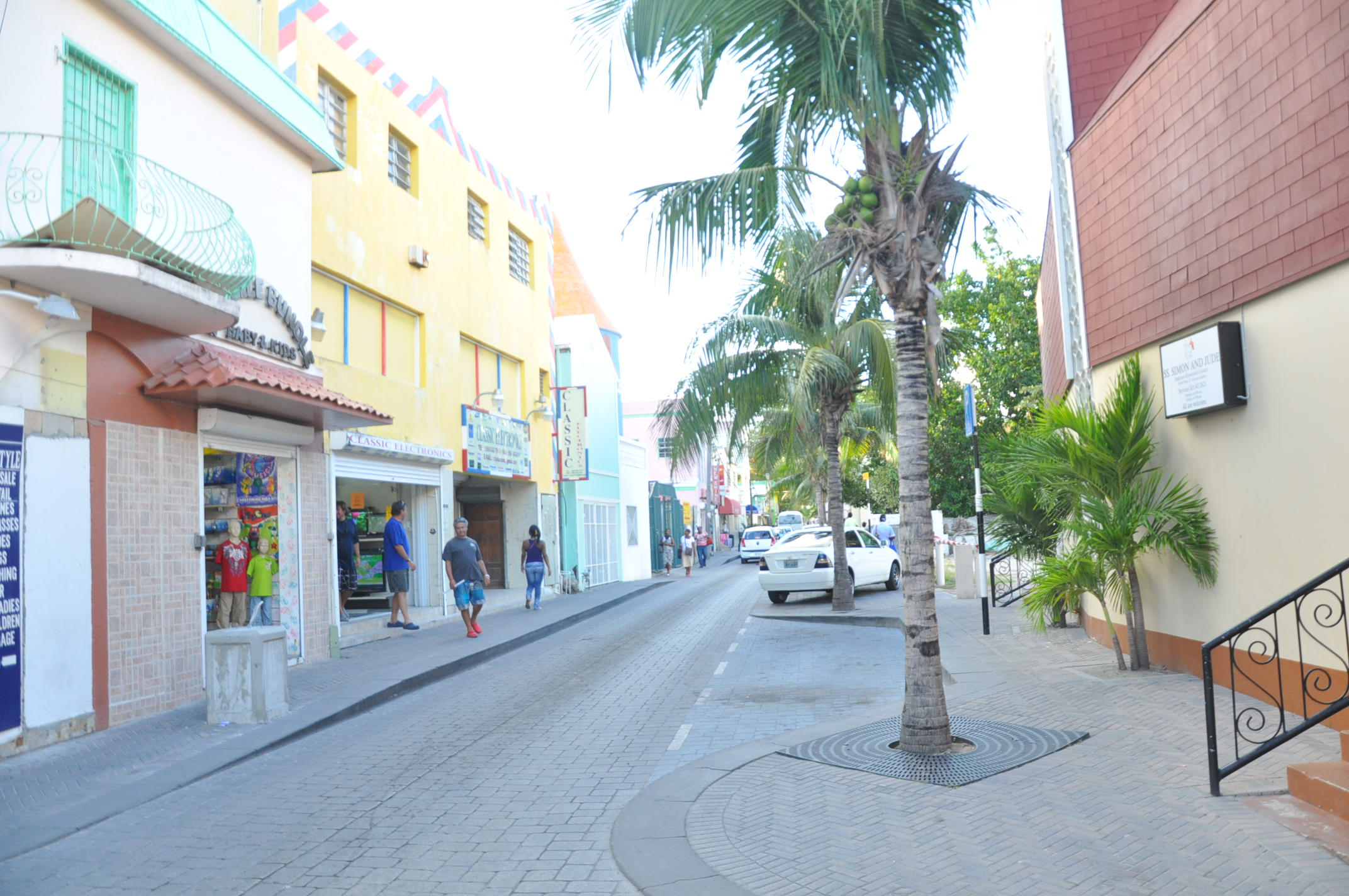
フィリップスブルフのバックストリート

### 住民
2013年7月時点の人口は39,689人である。
サトウキビのプランテーションのためアフリカから奴隷として連れてこられた黒人がほとんどだが、クレオールやオランダ人の白人もいる。

### 言語
公用語は英語・オランダ語。公式にはオランダ語が使われるが、英語系住民が多数派を占めているために住民の間でもっとも使われる言語は英語である。英語に次いでよく話されている言語はオランダ語ではなくスペイン語となっている。
2001年の国勢調査によれば、以下の通り。
- 英語: 67.5%
- スペイン語: 12.9%
- クレオール: 8.2%
- オランダ語: 4.2%
- パピアメント語: 2.2%
- フランス語: 1.5%
- その他: 3.5%

### 宗教
2001年の国勢調査によれば、宗教構成は以下の通り。
- カトリック: 39%
- プロテスタント: 44.8%
  - ペンテコステ派: 11.6%
  - セブンスデー・アドベンチスト教会: 6.2%
  - その他のプロテスタント: 27%
- 無宗教: 6.7%
- ユダヤ教: 3.4%
- その他の宗教: 5.4%
- 報告なし: 0.7%

### 教育

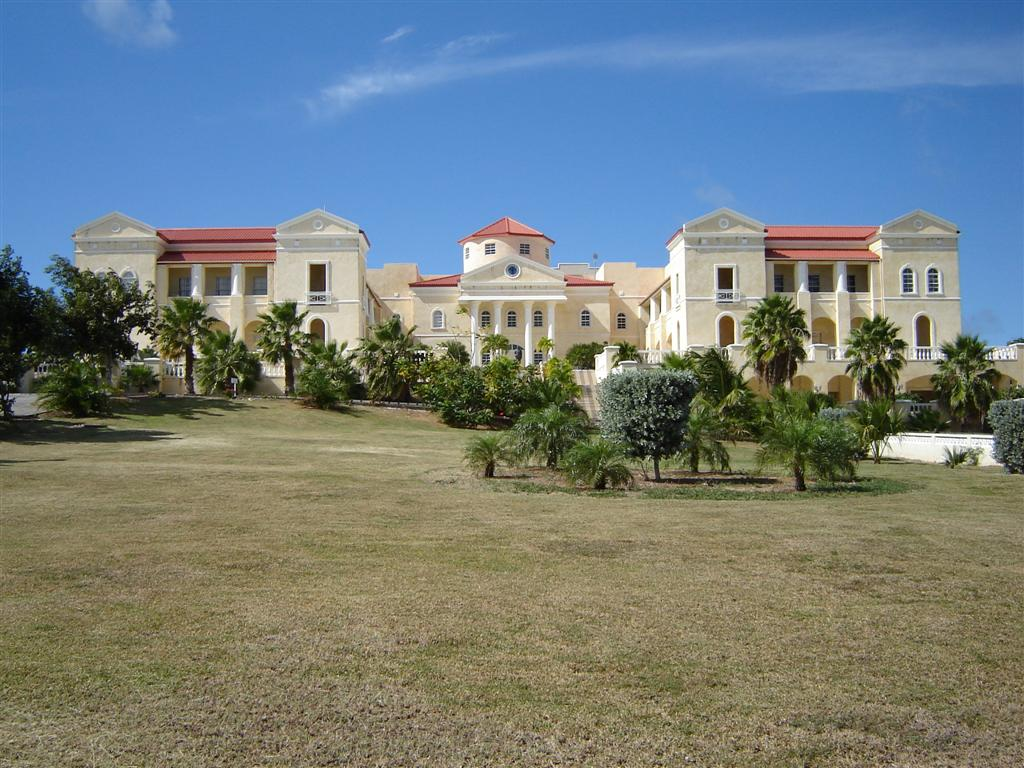
カリブ海アメリカ大学

島には複数の高等教育機関がある。
- カリブ海アメリカ大学（英語版）
- シント・マールテン大学（英語版）
- アメリカ統合科学大学シント・マールテン校医学キャンパス（英語版）

## スポーツ

### サッカー
シント・マールテンではサッカーが最も人気のスポーツとなっており、1975年にサッカーリーグのシントマールテン・プレミアリーグが創設された。シント・マールテンサッカー協会は国際サッカー連盟（FIFA）に未加盟のため、サッカーシント・マールテン代表はFIFAワールドカップに参加する事は出来ない。
北中米カリブ海サッカー連盟（Concacaf）には加盟しておりCONCACAFゴールドカップには出場可能であるが、未だに本大会の出場経験はない。なお、カリビアンカップには1993年大会に1度だけ出場を果たしているが、グループリーグ敗退に終わった。

### クリケット
クリケットも人気のスポーツの一つである。トップ選手が参加するテスト・クリケットは、他のカリブ海諸国などとの多国籍チームである西インド諸島代表として国際試合を行っている。

## 交通

### 空港
- プリンセス・ジュリアナ国際空港

西部の砂州上に位置するプリンセス・ジュリアナ国際空港は、セント・マーチン島最大の空港である。狭小な砂州上という立地ながら2,433mの滑走路を持ち、大型ジェット機の着陸も辛うじてではあるが可能である。毎年100万人以上にのぼる観光客のほとんどはこの空港で受け入れており、観光で成り立つ島の重要な施設である。空港に隣接するマホ・ビーチでは、上空を低空で通過するジェット機を見ることができ、この島の観光名所となっている。

### 港湾
- シント・マールテン港

正式名称は「Dr. A.C. Wathey Cruise & Cargo Facility」。フィリップスブルフのグレート・ベイを中心に港湾施設が整備されている。
- プリンセス・ジュリアナ国際空港
- 空港への着陸
- 港